# Б. Џ. Новак
Бенџамин Џозеф Манали Новак (енгл. Benjamin Joseph Manaly Novak; 31. јул 1979) амерички је глумац, стендап комичар, телевизијски сценариста, режисер и писац.
Новак је постао познат као један од глумаца, сценариста и режисера ситкома У канцеларији који се емитовао на Ен-Би-Сију од 2005. до 2013. Такође је тумачио мање улоге у филмовима Проклетници, Спасавање господина Банкса и Чудесни Спајдермен 2.

## Филмографија
| Филмови             |                            |               |                      |                                                                         |
| Година              | Српски назив               | Изворни назив | Улога                | Напомене                                                                |
| 2007                | Заломило се                |               | доктор               |                                                                         |
| 2009                | Проклетници                |               | Смитсон Ултвич       | Награда Удружења филмских глумаца за најбољу филмску поставу            |
| 2011                | Штрумпфови                 |               | Пекар Штрумпф (глас) |                                                                         |
| 2013                | Штрумпфови 2               |               | Пекар Штрумпф (глас) |                                                                         |
| 2013                | Спасавање господина Банкса |               | Роберт Б. Шерман     |                                                                         |
| 2014                | Чудесни Спајдермен 2       |               | Алистер Смајд        |                                                                         |
| 2016                | Оснивач                    |               | Хари Џ. Сонеборн     |                                                                         |
| 2026                | Ђаво носи Праду 2          |               |                      |                                                                         |
| Телевизијске серије |                            |               |                      |                                                                         |
| 2005–2013           | У канцеларији              |               | Рајан Хауард         | 164 епизода номинација - Еми за најбољу хумористичку серију (2007−2011) |